# WWE Tribute to the Troops
WWE Tribute to the Troops é um evento de wrestling profissional produzido pela WWE em conjunto com a Armed Forces Entertainment anualmente em dezembro, na época do Natal, desde 2003, honrando as Forças Armadas dos Estados Unidos servindo no Iraque e no Afeganistão. Um grupo de lutadores da WWE viaham para tais países para interagir com militares por, no mínimo, três dias.

## História

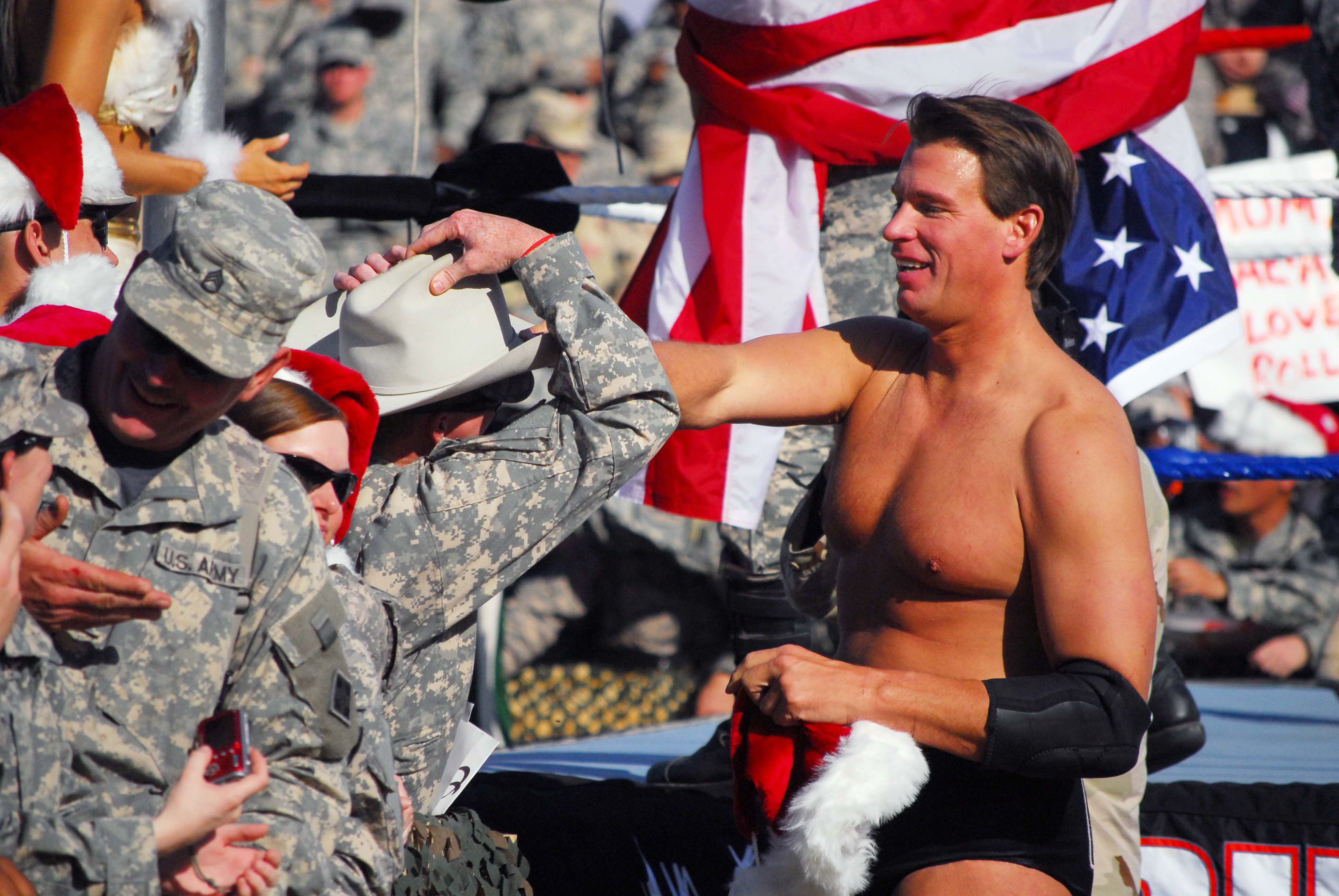
John Layfield interagindo com soldados no Iraque.

A ideia de honrar e entreter as tropas americanas no Iraque e no Afeganistão veio do então-lutador John "Bradshaw" Layfield, que a sugeriu ao presidente da WWE Vince McMahon.

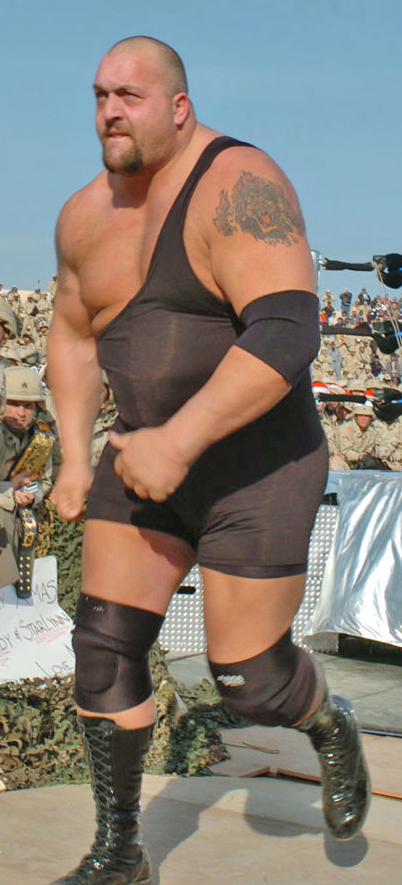
The Big Show no Tribute to the Troops de 2004.

O primeiro evento aconteceu em dezembro de 2003. Um grupo de lutadores da WWE (incluindo Layfield e McMahon) realizaram um evento em Camp Victory, em Bagdá, que foi exibido no dia de Natal como um episódio especial do SmackDown. Na luta principal, John Cena derrotou The Big Show, com Stone Cold Steve Austin atacando ambos após o combate. Para este e todos os futuros eventos, os comentaristas gravavam seus comentários em Stamford, Connecticut, já que não participavam dos eventos.
Em dezembro de 2004, WWE viajou para Camp Speicher em Tikrit, Iraque. O evento foi anunciado como Christmas in Iraq, e foi exibido como outro especial do SmackDown em 23 de dezembro. Eddie Guerrero e Rey Mysterio derrotaram Kurt Angle e Luther Reigns no combate principal.

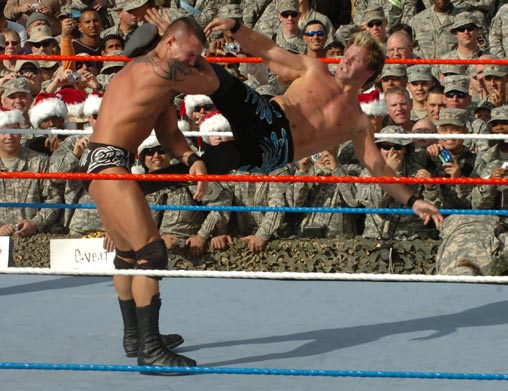
Chris Jericho enfrentando Randy Orton durante o Tribute to the Troops de 2007

Em 2005, o evento aconteceu em Bagram, Afeganistão. As lutas foram gravadas em 9 de dezembro, sendo exibido 10 dias depois no Raw. Na luta principal, Shawn Michaels derrotou Triple H em uma luta Boot Camp.
Em 2006, aconteceu em outro Raw, no Natal. O evento foi gravado em Bagdá e Carlito derrotou Randy Orton na luta principal. Um dia antes, em Camp Victory, um ataque de morteiro aconteceu. Michael Cole noticiou o ataque que deixou 14 soldados feridos, alguns minutos depois.
Em 2007, eles retornaram a Tikrit. D-Generation X (Triple H e Shawn Michaels) derrotaram Umaga e Mr. Kennedy na luta principal. O evento foi exibido no Raw da véspera de Natal.
O evento de 2008 não foi exibido na programação da WWE, mas no canal NBC, em 20 de dezembro, como um especial de uma hora. No evento principal, John Cena, Batista e Rey Mysterio derrotaram Chris Jericho, Big Show e Randy Orton em uma luta de trios.
WWE viajou novamente para o Iraque em 2009. Na luta principal, John Cena reteve o WWE Championship contra Chris Jericho. O evento foi exibido em 19 de dezembro, na NBC.
Em 2010, WWE anunciou que não realizaria o evento fora dos Estados Unidos. Mais tarde, foi anunciado que o evento seria gravado em 11 de dezembro, em Fort Hood no Texas. Foi exibido em 18 de dezembro, na NBC, em uma edição de uma hora com uma mensagem do ex-presidente George W. Bush. Uma versão de duas horas foi exibido em 22 de dezembro, na USA Network.

## Resultados

### 2003
25 de dezembro de 2003, em Bagdá, Iraque.
| # | Resultados                                                                                              | Estipulações                    |
| - | --- | ------------------------------- |
| 1 | The APA (Faarooq e Bradshaw) derrotaram The World's Greatest Tag Team (Shelton Benjamin e Charlie Haas) | Luta de duplas                  |
| 2 | Rikishi derrotou Rhyno                                                                                  | Luta individual                 |
| 3 | Eddie Guerrero derrotou Chris Benoit                                                                    | Luta individual                 |
| 4 | Torrie Wilson derrotou Dawn Marie e Sable                                                               | Concurso Santa's Little Helpers |
| 5 | John Cena derrotou The Big Show                                                                         | Luta individual                 |

### 2004
18 de dezembro de 2004, Tikrit, Iraque.
| # | Resultados                                                          | Estipulações    |
| - | ------------------------------------------------------------------- | --------------- |
| 1 | Booker T derrotou Rene Dupree                                       | Luta individual |
| 2 | The Undertaker derrotou Heidenreich                                 | Luta individual |
| 3 | Hardcore Holly derrotou Kenzo Suzuki                                | Luta individual |
| 4 | Eddie Guerrero e Rey Mysterio derrotaram Kurt Angle e Luther Reigns | Luta de duplas  |

### 2005
19 de dezembro de 2005, em Bagram, Afeganistão.
| # | Resultados                                                                  | Estipulações                                       |
| - | --------------------------------------------------------------------------- | -------------------------------------------------- |
| 1 | The Big Show derrotou Carlito                                               | Luta individual                                    |
| 2 | Good Santa derrotou Bad Santa                                               | Luta No Holds Barred                               |
| 3 | Gene Snitsky derrotou Shelton Benjamin                                      | Luta individual                                    |
| 4 | John Cena derrotou Chris Masters                                            | Luta individual                                    |
| 5 | Ric Flair (c) derrotou Jonathan Coachman                                    | Luta individual pelo Intercontinental Championship |
| 6 | Candice Michelle e Maria Kanellis derrotaram Trish Stratus e Ashley Massaro | Luta de duplas                                     |
| 7 | Shawn Michaels derrotou Triple H                                            | Luta Boot Camp                                     |

### 2006
25 de dezembro de 2006, em Bagdá, Iraque.
| # | Resultados                                        | Estipulações    |
| - | ------------------------------------------------- | --------------- |
| 1 | John Cena derrotou Edge                           | Luta individual |
| 2 | CM Punk derrotou Shelton Benjamin                 | Luta individual |
| 3 | The Undertaker derrotou Johnny Nitro (com Melina) | Luta individual |
| 4 | Bobby Lashley derrotou Hardcore Holly             | Luta individual |
| 5 | Umaga derrotou Jeff Hardy                         | Luta individual |
| 6 | Carlito derrotou Randy Orton                      | Luta individual |

### 2007
24 de dezembro de 2007, em Tikrit, Iraque.
| # | Resultados                                                                | Estipulações    |
| - | ------------------------------------------------------------------------- | --------------- |
| 1 | Chris Jericho derrotou Randy Orton por desqualificação                    | Luta individual |
| 2 | Jeff Hardy derrotou Carlito                                               | Luta individual |
| 3 | Mickie James e Maria vs. Kelly Kelly e Layla acabou sem vencedor          | Luta de duplas  |
| 4 | Rey Mysterio derrotou Mark Henry                                          | Luta individual |
| 5 | D-Generation X (Triple H e Shawn Michaels) derrotaram Mr. Kennedy e Umaga | Luta de duplas  |

### 2008
20 de dezembro de 2008, em Bagdá, Iraque.
| # | Resultados                                                                                 | Estipulações  |
| - | ------------------------------------------------------------------------------------------ | ------------- |
| 1 | John Cena, Batista e Rey Mysterio derrotaram Randy Orton, Chris Jericho e The Big Show     | Luta de trios |
| 2 | Jeff Hardy, CM Punk e R-Truth derrotaram John "Bradshaw" Layfield, John Morrison e The Miz | Luta de trios |

### 2009
19 de dezembro de 2009, em Joint Base Balad, Iraque. Eve foi a locutora. Mesmo com Cena defendendo o título contra Jericho, Sheamus já o havia derrotado pelo título no TLC.
| #    | Resultados | Estipulações                          |
| ---- | --- | ------------------------------------- |
| Dark | Montel Vontavious Porter derrotou Chris Masters                                                                                 | Luta individual                       |
| 1    | Rey Mysterio e Mark Henry derrotaram Carlito e CM Punk                                                                          | Luta de duplas                        |
| 2    | The Miz derrotou John Morrison                                                                                                  | Luta individual                       |
| 3    | John Cena (c) derrotou Chris Jericho                                                                                            | Luta individual pelo WWE Championship |
| 4    | Mickie James, Maria, Kelly Kelly e Melina derrotaram Michelle McCool, Layla, Maryse e Alicia Fox                                | Luta de quartetos                     |
| 5    | D-Generation X (Triple H e Shawn Michaels), Christian e R-Truth derrotaram Cody Rhodes, Ted DiBiase, William Regal e Zack Ryder | Luta de quartetos                     |
| 6    | Kofi Kingston e Eve Torres derrotaram Sheamus e Jillian Hall                                                                    | Luta de duplas                        |
| 7    | Dolph Ziggler e Drew McIntyre derrotaram Matt Hardy e Finlay                                                                    | Luta de duplas                        |
| 8    | Kane derrotou Randy Orton | Street Fight                          |

### 2010
O evento de 2010 foi gravado em 11 de dezembro, em Fort Hood, Texas. Foi o primeiro Tribute to the Troops que não aconteceu no Iraque ou no Afeganistão. Diddy, Sherri Shepherd, Miss USA Rima Fakih, Trace Adkins e Cedric the Entertainer apareceram como celebridades convidadas. Ariel Winter cantou The Star-Spangled Banner (a performance, no entanto, não foi exibida). Duas versões do evento foram exibidas: uma de 60 minutos em 18 de dezembro de 2010 na NBC e uma versão de duas horas em 22 de dezembro de 2010, na USA Network.
| 22/12/ USA # | 18/12/ NBC # | Resultados | Estipulações                 |
| ------------ | ------------ | --- | ---------------------------- |
| 1            | —            | Mark Henry ganhou ao eliminar por último Sheamus.[a]                                                                     | Battle Royal de 15 lutadores |
| 2            | 1            | The Big Show e Kofi Kingston derrotou Jack Swagger e Dolph Ziggler                                                       | Luta de duplas               |
| 3            | —            | R-Truth (com Eve Torres) derrotou Ted DiBiase (com Maryse)                                                               | Luta individual              |
| 4            | —            | Natalya, Kelly Kelly e The Bella Twins (Brie e Nikki) derrotaram Lay-Cool (Layla e Michelle McCool), Alicia Fox e Maryse | Luta de quartetos            |
| 5            | —            | Kane vs. Major Will Grimsley acabou sem vencedor                                                                         | Queda de braço               |
| 6            | 2            | John Cena, Randy Orton e Rey Mysterio derrotaram The Miz (com Alex Riley), Alberto Del Rio e Wade Barrett                | Luta de trios                |

- a Também participaram da luta: John Morrison, Ezekiel Jackson, Chavo Guerrero, Daniel Bryan, Chris Masters, Cody Rhodes, Vladimir Kozlov, Santino Marella, David Otunga, Heath Slater, Justin Gabriel, Michael McGillicutty e Husky Harris

### 2011
Em 1 de dezembro de 2011, NBC e WWE anunciaram que o evento de 2011 seria exibido na NBC, em 17 de dezembro. No Raw de 5 de dezembro, foi anunciado que a USA Network exibiria o programa em 13 de dezembro. O evento foi gravado em 11 de dezembro, em Fayetteville, Carolina do Norte no Crown Coliseum, para membros do Fort Bragg. Esse foi o primeiro evento a acontecer em uma arena fechada.
Uma mensagem de Barack Obama foi exibida. Nickelback cantou Burn It to the Ground, tema do Raw SuperShow, e When We Stand Together. Sgt. Slaughter fez uma aparição especial, acompanhando Zack Ryder ao ringue. Maria Menounos também fez uma participação especial, aliando-se a Kelly Kelly, Eve Torres e Alicia Fox para derrotar Beth Phoenix, Natalya e The Bella Twins. George Wallace fez um número de stand-up comedy e Mary J. Blige cantou Need Someone e Family Affair.
| 13/12/ USA # | 17/12/ NBC # | Resultados | Estipulações      |
| ------------ | ------------ | --- | ----------------- |
| 1            | 1            | Randy Orton vs. Wade Barrett acabou em dupla contagem                                                                                   | Luta individual   |
| 2            | —            | Zack Ryder (com Sgt. Slaughter) derrotou Jack Swagger (com Dolph Ziggler)                                                               | Luta individual   |
| 3            | —            | The Bella Twins (Nikki e Brie) e Divas Of Doom (Natalya e Beth Phoenix) Derrotaram Alicia Fox, Eve Torres, Kelly Kelly e Maria Menounos | Luta de quartetos |
| 4            | —            | Daniel Bryan derrotou Cody Rhodes | Luta individual   |
| 5            | —            | Primo e Epico (com Rosa Mendes) derrotaram Air Boom (Kofi Kingston e Evan Bourne)                                                       | Luta de duplas    |
| 6            | —            | Sheamus derrotou Drew McIntyre | Luta individual   |
| 7            | 2            | The Big Show, CM Punk e John Cena derrotaram Alberto Del Rio (com Ricardo Rodriguez), The Miz e Mark Henry                              | Luta de trios     |

### 2012
| # | Resultados | Estipulações      |
| - | --- | ----------------- |
| 1 | Sheamus e Randy Orton derrotaram Dolph Ziggler e Big Show                                                                                              | Luta de duplas    |
| 2 | Ryback derrotou Alberto Del Rio (com Ricardo Rodriguez)                                                                                                | Luta individual   |
| 3 | Team Hell No (Daniel Bryan e Kane) e R-Truth derrotaram 3MB (Heath Slater, Jinder Mahal e Drew McIntyre)                                               | Luta de trios     |
| 4 | The Miz derrotou Damien Sandow | Luta individual   |
| 5 | Layla derrotou Eve | Luta individual   |
| 6 | The Great Khali, Hornswoggle, Sin Cara e Brodus Clay (com Cameron e Naomi) derrotaram Tensai, David Otunga, Epico e Primo (com Rosa Mendes e Sakamoto) | Luta de quartetos |
| 7 | John Cena derrotou Antonio Cesaro | Luta individual   |

### 2013
A edição de 2013 do especial foi gravado em 11 de dezembro no Joint Base Lewis-McChord em Tacoma, Washington,  e foi ao ar na NBC em 28 de dezembro de 2013. As músicas-tema oficiais do Tribute to The Troops foram "Here's To Us" de Kevin Rudolf, "People Back Home" de Florida Georgia Line e "Waiting for Superman" de Daughtry. Este último e Jeff Dunham junto com Michelle Beadle foram os convidados.
| # | Resultados | Estipulações    |                                                      |                 |
| - | --- | --------------- | ---------------------------------------------------- | --------------- |
| 1 | Resultados | Estipulações    | Daniel Bryan derrotou Bray Wyatt por desqualificação | Luta individual |
| 2 | Daniel Bryan e CM Punk derrotaram The Wyatt Family (Erick Rowan e Luke Harper) (com Bray Wyatt) por desqualificação | Luta de duplas  |                                                      |                 |
| 3 | John Cena, Daniel Bryan e CM Punk derrotaram The Wyatt Family (Bray Wyatt, Erick Rowan e Luke Harper)               | Luta de trios   |                                                      |                 |
| 4 | Prime Time Players (Titus O'Neil e Darren Young) derrotaram 3MB (Drew McIntyre e Jinder Mahal)                      | Luta de duplas  |                                                      |                 |
| 5 | Rey Mysterio e The Usos (Jey e Jimmy) derrotaram The Shield (Dean Ambrose, Seth Rollins e Roman Reigns)             | Luta de trios   |                                                      |                 |
| 6 | Brie Bella venceu ao eliminar por último AJ Lee                                                                     | Battle royal    |                                                      |                 |
| 7 | R-Truth derrotou Fandango                                                                                           | Luta individual |                                                      |                 |
| 8 | Kofi Kingston derrotou Dolph Ziggler                                                                                | Luta individual |                                                      |                 |
| 9 | Big Show derrotou Damien Sandow                                                                                     | Luta individual |                                                      |                 |

### 2014
A edição de 2014 do especial foi gravado no dia 9 de dezembro, em Columbus, Geórgia e foi ao ar no dia 17 de dezembro na USA Network. A transmissão também foi ao ar em 27 de dezembro de 2014 na NBC. A música-tema oficial para o evento foi "This Is How We Roll" do Florida Georgia Line, que também se apresentou ao vivo no evento. Hulk Hogan fez uma aparição especial.
| # | Resultados | Estipulações      |
| - | --- | ----------------- |
| 1 | The Usos (Jimmy Uso e Jey Uso) derrotaram e Gold e Stardust                                                                           | Luta de duplas    |
| 2 | Naomi venceu ao eliminar por último Natalya                                                                                           | Battle Royal      |
| 3 | Dean Ambrose derrotou Bray Wyatt | Luta individual   |
| 4 | John Cena, Dolph Ziggler, Erick Rowan e Ryback derrotaram Seth Rollins, Big Show, Kane e Luke Harper (com Jamie Noble e Joey Mercury) | Luta de quartetos |

### 2015
A edição de 2015 do especial foi gravado em 8 de dezembro em Jacksonville, Flórida e foi ao ar no dia 23 de dezembro na USA Network. Howie Mandel e a banda Train se apresentaram ao vivo no evento. JoJo também cantou o hino nacional dos Estados Unidos no início do show. Michael Cole e John "Bradshaw" Layfield foram os comentaristas.
| # | Resultados | Estipulações               |
| - | --- | -------------------------- |
| 1 | Jack Swagger derrotou Rusev (com Lana) por submissão | Luta individual            |
| 2 | Mark Henry derrotou Bo Dallas | Luta individual            |
| 3 | Ryback derrotou Kevin Owens por contagem | Luta individual            |
| 4 | Sasha Banks, Naomi ,Tamina e Paige derrotaram Brie Bella, Alicia Fox, Charlotte e Becky Lynch por submissão | Luta de quartetos de divas |
| 5 | Roman Reigns, Dean Ambrose, The Usos (Jimmy Uso e Jey Uso), The Dudley Boyz (Bubba Ray Dudley e D-Von Dudley), Ryback e Kane derrotaram Sheamus, Alberto Del Rio, Rusev, King Barrett e The Wyatt Family (Bray Wyatt, Luke Harper, Erick Rowan e Braun Strowman) | Luta de octetos            |

### 2016
A edição de 2016 do especial foi gravada em em 13 de dezembro no Verizon Center em Washington, D.C. e foi ao ar no dia seguinte na USA Network. Lilian Garcia cantou o hino nacional pela primeira vez desde que saiu da empresa no começo daquele ano. Os comentaristas para o evento foram Michael Cole, Byron Saxton e John "Bradshaw" Layfield. Gabriel Iglesias também fez uma aparição especial.
| # | Resultados | Estipulações                                                                                                  |
| - | --- | --- |
| 1 | Cesaro e Sheamus derrotaram The Shining Stars (Primo e Epico), Luke Gallows e Karl Anderson e The Golden Truth (Goldust e R-Truth) | Luta de duplas para determinar os desafiantes ao WWE Raw Tag Team Championship no Roadblock: End of the Line. |
| 2 | Apollo Crews (com Gabriel Iglesias) derrotou The Miz (com Maryse)                                                                  | Luta individual                                                                                               |
| 3 | The Wyatt Family (Bray Wyatt, Luke Harper e Randy Orton) derrotaram American Alpha (Jason Jordan e Chad Gable) e Dolph Ziggler     | Luta de trios                                                                                                 |
| 4 | Bayley derrotou Dana Brooke (com Charlotte Flair)                                                                                  | Luta individual                                                                                               |
| 5 | Rich Swann, TJ Perkins e Jack Gallagher derrotaram The Brian Kendrick, Tony Nese e Drew Gulak                                      | Luta de trios                                                                                                 |
| 6 | Roman Reigns e Big Cass derrotaram Kevin Owens e Rusev                                                                             | Luta de duplas                                                                                                |

### 2017
A edição de 2017 do especial foi gravada em 5 de dezembro de 2017 na Base Naval de San Diego. Foi exibido em 14 de dezembro na rede de televisão americana USA Network.
| # | Resultados | Estipulações       | Tempos |
| - | --- | ------------------ | ------ |
| 1 | The Shield (Dean Ambrose, Roman Reigns e Seth Rollins) derrotaram Samoa Joe, Cesaro e Sheamus                                                    | Luta de trios      | 9:57   |
| 2 | Charlotte Flair (com Naomi) derrotou Carmella (com Lana e Tamina) e Ruby Riott (com Liv Morgan e Sarah Logan)                                    | Luta triple threat | 10:08  |
| 3 | The New Day (Big E e Xavier Woods) (com Kofi Kingston) e The Usos (Jimmy e Jey Uso) derrotou Chad Gable, Shelton Benjamin, Rusev e Aiden English | Luta de quartetos  | 8:06   |
| 4 | Absolution (Paige, Mandy Rose e Sonya Deville) derrotaram Bayley, Sasha Banks e Mickie James                                                     | Luta de trios      | 10:07  |
| 5 | AJ Styles, Randy Orton e Shinsuke Nakamura derrotaram Jinder Mahal, Kevin Owens e Sami Zayn                                                      | Luta de trios      | 10:21  |